# 大村益次郎

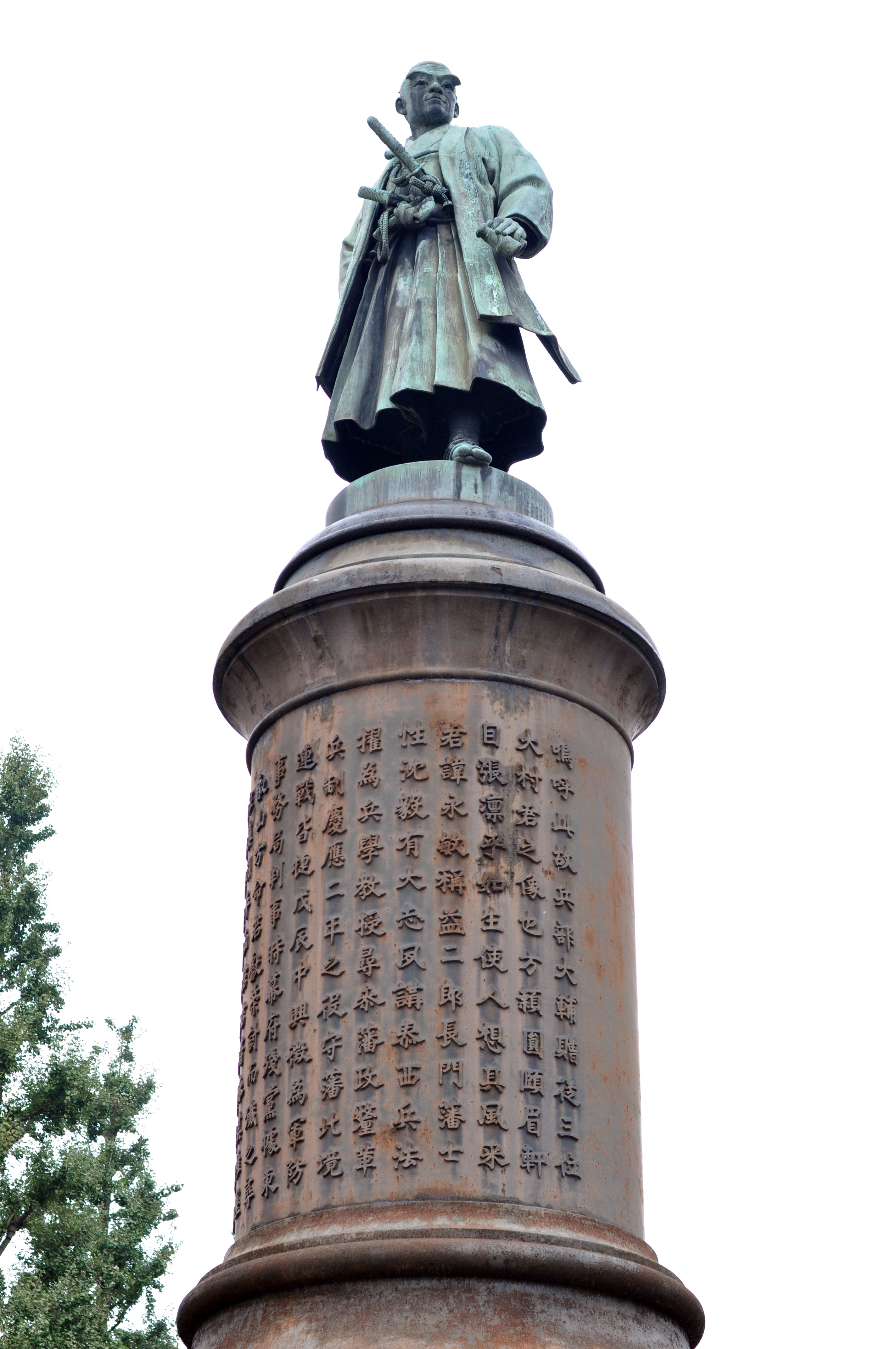
靖国神社参道の中央にある大村益次郎像

大村 益次郎（おおむら ますじろう、 文政8年5月3日〈1825年6月18日〉 - 明治2年11月5日〈1869年12月7日〉）は、幕末期の日本の政治家、軍人、医師、学者。維新の十傑の一人。旧姓は村田（むらた）、幼名は宗太郎、通称は蔵六（ぞうろく）、良庵（または亮庵）、のちに益次郎（ますじろう）。雅号は良庵・良安・亮安。諱は永敏（ながとし）。位階は贈従二位。家紋は丸に桔梗。
戊辰戦争では東征大総督府補佐として勝利への立役者となった。太政官制において兵部省初代大輔（次官・長官の卿は皇族が就いたため、事実上の最高責任者）を務め、日本陸軍の創始者、陸軍建設の祖とされる。兵部省は陸軍省・海軍省の前身であり、教え子からは伊藤雋吉ら海軍の重鎮も輩出しており、近代日本軍全体に対する創業の功績も大きい。

## 生涯

### 村医
周防国吉敷郡鋳銭司村字大村（現在の山口県山口市鋳銭司）に村医村田孝益と妻うめの長男として生まれた。生家の村田家については大村益次郎家を参照。
天保13年（1842年）、防府にてフィリップ・フランツ・フォン・シーボルトの弟子梅田幽斎に蘭方医学・蘭学を学び、翌年4月、梅田の勧めで豊後国日田に向かい、4月7日広瀬淡窓の私塾咸宜園に入る。天保15年（1844年）まで漢籍・算術・習字など学ぶ。同年、帰郷して梅田門下に復帰後、弘化3年（1846年）、大坂に出て緒方洪庵の適塾で学ぶ。適塾在籍中に長崎の奥山静叔のもとへ1年間遊学し、その後帰阪、適塾の塾頭まで進む。
嘉永3年（1850年）帰郷し、四辻で開業して村医になり、村田良庵（りょうあん）を名乗った。この名は、すでに弘化3年（1846年）の適塾入門時の名簿「適々斎姓名録」に自筆で記入している。
翌年、隣村の農家・高樹半兵衛の娘・琴子と結婚した。

### 江戸出府・講武所教授
嘉永6年（1853年）、アメリカ合衆国のマシュー・ペリー提督率いる黒船が来航するなど蘭学者の知識が求められる時代となり、益次郎は伊予宇和島藩の要請で出仕する。ただし宇和島藩関係者の証言では、益次郎の来藩はシーボルト門人で高名な蘭学者二宮敬作への訪問が目的で、藩の要請ではないとされる。
宇和島に到着した益次郎は、二宮や藩の顧問格であった僧晦厳や高野長英門下で蘭学の造詣の深い藩士大野昌三郎らと知り合い、一流の蘭学者として藩主に推挙される。このとき藩主伊達宗城は参勤交代で不在、家老も京都へ出張中であった。宇和島藩の役人らは、益次郎の待遇を2人扶持・年給10両という低い禄高に決めた。しかし、その後帰藩した家老は役人らを叱責し、100石取の上士格御雇へ改めた。役人からすれば、高待遇の約束という事情も説明せず、汚い身なりで現れた益次郎に対して、むしろ親切心をもってした待遇であったらしい。
益次郎は宇和島藩で西洋兵学・蘭学の講義と翻訳を手がけ、宇和島城北部に樺崎砲台を築く。安政元年（1854年）から翌安政2年（1855年）には長崎へ赴いて軍艦製造の研究を行った。長崎へは二宮敬作が同行し、敬作からシーボルトの娘で産科修行をしていた楠本イネを紹介され、蘭学を教える。イネは後年、益次郎が襲撃された後、蘭医アントニウス・ボードウィンの治療方針のもとで大村を看護し、最期を看取っている。宇和島では提灯屋の嘉蔵（後の前原巧山）とともに洋式軍艦の雛形を製造する。ただし、わずかな差で国産初ではないとされている（国産第1号は薩摩藩）。益次郎はこの謙虚で身分の低いほとんど無学の職人嘉蔵の才能に驚かされたという。この頃に、村田蔵六（蔵六は亀の意）へ改名した。
安政3年（1856年）4月、藩主宗城の参勤に従い江戸に出る。同年11月1日、私塾「鳩居堂」を麹町に開塾して蘭学・兵学・医学を教える（塾頭は太田静馬）。同16日、宇和島藩御雇の身分のまま幕府の蕃書調所教授方手伝となり、外交文書、洋書翻訳のほか兵学講義、オランダ語講義などを行い、月米20人扶持・年給20両を支給される。安政4年（1857年）11月11日、築地の幕府の講武所教授となり、最新の兵学書の翻訳と講義を行った。その内容の素晴らしさは同僚の原田敬策が「当時講武所における平書翻訳のごときは、先生（益次郎のこと）の参られてからにわかに面目を一新した次第で……新規舶来の原書の難文も、先生の前に行けばいつも容易に解釈せられ」と記しているように、当時では最高水準のもので、安政5年（1858年）幕府より銀15枚の褒章を受けた。同年3月19日には長州藩上屋敷において開催された蘭書会読会に参加し、兵学書を講義、このとき桂小五郎（のちの木戸孝允）と知り合う。これを機に万延元年（1860年）、長州藩の要請により江戸在住のまま同藩士となり、扶持は年米25俵を支給される。塾の場所も麻布の長州藩中屋敷に移る。文久元年（1861年）正月、一時帰藩する。西洋兵学研究所だった博習堂の教授課程の改訂に従事するとともに、下関周辺の海防調査も行う。同年4月、江戸へいったん帰り、文久2年（1862年）、幕府から委託されて英語・数学を教えていたヘボンのもとで学んだ。江戸滞在中は箕作阮甫、大槻俊斎、桂川甫周、福澤諭吉、大鳥圭介といった蘭学者・洋学者や旧友とも付き合いがあった。

### 長州征討
文久3年（1863年）10月、萩へ帰国。24日、手当防御事務用掛に任命される。翌元治元年（1864年）2月24日、兵学校教授役となり、山口明倫館での西洋兵学の講義を行い、5月10日からは鉄煩御用取調方として製鉄所建設に取りかかるなど、藩内に充満する攘夷の動きに合わせるかのように軍備関係の仕事に邁進する。一方では語学力を買われ、8月14日には四国艦隊下関砲撃事件の後始末のため外人応接掛に任命され、下関に出張している。26日の外国艦隊退去後、29日に政務座役事務掛として軍事関係に復帰、明倫館廃止後の12月9日、博習堂用掛兼赤間関応接掛に任命される。
長州藩では、その風貌から「火吹き達磨」とあだ名された（周布政之助あるいは高杉晋作が付けたとされる）。長州藩では元治元年（1864年）の第一次長州征伐の結果、幕府へ恭順し、保守派が政権を握ったが、慶応元年（1865年）、高杉晋作らが馬関で挙兵して保守派を打倒、藩論を倒幕でまとめた。同年、益次郎は藩の軍艦壬戌丸売却のため、秘密裏に上海へ渡っている。ただし、この公式文書は残されておらず、わずかに残された益次郎本人の覚書があるのみで仔細は不明。
福沢諭吉は自伝『福翁自伝』で、1863年の江戸における緒方洪庵の通夜の席での出来事として、
「（福沢が）『どうだえ、馬関では大変なことをやったじゃないか。……あきれ返った話じゃないか』と言うと、村田が眼に角を立て『なんだと、やったらどうだ。……長州ではちゃんと国是が決まっている。あんな奴原にわがままをされてたまるものか。……これを打ち払うのが当然だ。もう防長の土民はことごとく死に尽くしても許しはせぬ。どこまでもやるのだ。』と言うその剣幕は以前の村田ではない。」
と、長州藩士になりたての益次郎が過激な攘夷論を吐いたことに驚き、
「自身防御のために攘夷の仮面をかぶっていたのか、または長州に行って、どうせ毒をなめれば皿までというようなわけで、本当に攘夷主義になったのか分かりませぬが……」
と解釈している。益次郎自身が攘夷について言及した記録がほかには見当たらないので真相は不明であるが、諭吉と益次郎は元来そりが合わず、長州藩を攘夷の狂人扱いする福沢の物言いに立腹して口走ったのではないかという説もある
晋作らは、西洋式兵制を採用した奇兵隊の創設をはじめとする軍制改革に着手、益次郎にその指導を要請する。桂小五郎（木戸孝允）の推挙により、益次郎は馬廻役譜代100石取の上士になり、藩命により大村益次郎に改名した。「大村」は故郷の地名から、「益次郎」は父親の「孝益」の「益」をそれぞれとっている。
このころ、益次郎は精力的に明倫館や宿舎の普門寺で西洋兵学を教授したが、特に益次郎の私塾であった普門寺は、普門寺塾や三兵塾と呼ばれた。ここで益次郎はオランダの兵学者クノープの西洋兵術書を翻訳した『兵家須知戦闘術門』を刊行、さらにそれを現状に即し、実戦に役立つようわかりやすく書き改めたテキストを作成し、その教え方も無駄がなく的確であったという。
慶応2年（1866年）、幕府は第二次長州征伐を号令、騒然としたなか、明倫館が再開される。桂小五郎は同年5月に藩の指導権を握り、益次郎、晋作、伊藤博文、井上聞多（のち井上馨）らと倒幕による日本の近代化を図り、幕府との全面戦争への体制固めを行っていた。すでに3月13日、益次郎は兵学校御用掛兼御手当御用掛として明倫館で兵学教授を始めていたが5月には近代軍建設の責任者となり、閏5月6日に大組御譜代に昇格、100石を支給され名実共に藩士となる。
益次郎は桂の意見を参考に、四方からの攻撃に備えるには従来の武士だけでなく、農民、町人階級から組織される市民軍の組織体系確立が急務であり、藩はその給与を負担し、あわせて兵士として基本的訓練を決行しなければならぬと述べ、有志により結成されていた諸隊を整理統合して藩の統制下に組み入れ、5月22日には1600人の満16歳から25歳までの農商階級の兵士を再編した。さらに旧来の藩士らの再編を断行し、石高に合わせた隊にまとめ上げて、従卒なしに単独で行動できるようにして効率のよい機動性を持たせた軍を作るかたわら、隊の指揮官を普門塾に集めて戦術を徹底的に教えた。さらに、5月26日、青木群平を長崎に派遣して最新のライフル銃であるミニエー銃を購入させようとするが、これは幕府の横槍で不調に終わり、7月に桂が伊藤と井上を長崎のイギリス商人グラバーと交渉して、同盟関係に合った薩摩藩の協力もあってミニエー銃4300挺、ゲベール銃3000挺を購入する。
6月の戦闘開始に際して益次郎は石州口方面の実戦指揮を担当。その戦術は最新の武器と巧妙な用兵術に加え、無駄な攻撃を避け、相手の自滅を誘ってから攻撃を加えるという合理的なもので、旧態依然とした戦術に捉われた幕府側をことごとく撃破するなど、その軍事的才能が遺憾なく発揮された。6月16日、益次郎は中立的立場を取った津和野藩を通過して浜田まで進撃する。7月18日に浜田城を陥落させ、のち石見銀山を占領。このとき、炎上する城を見て部下が出雲藩の救援を心配したが、益次郎は赤穂浪士の討ち入りの故事を引き合いにして「決して雲州そのほかから無闇に応援に来るものではない、それでは事情が許さない」と論理的に戦況を分析して断言し、皆を安心させた。長州藩の旧知の蘭学者青木周弼は益次郎を評して「その才知、鬼の如し」と語ったという。他の戦線でも長州藩は優勢に戦いを進め、事実上の勝利のもとに停戦した。
益次郎は征討終了後、山口に帰還し、12月12日海軍用掛を兼務。海軍頭取前原彦太郎（のちの前原一誠）を補佐した。翌年には軍の編制替えを行うなど、その多忙さは変わることがなかった。

### 戊辰戦争
慶応3年（1867年）、討幕と王政復古を目指し西郷隆盛、大久保利通ら薩摩藩側から長州藩に働きかけが行われた。藩内では討幕か否かに分立したが、益次郎は禁門の変や下関戦争の失敗から、薩摩の動きには用心すべきで、今一度力を蓄え十分に戦略を立てた後、兵を動かすべきと慎重論を唱えた。しかし、9月に大久保が長州に訪れ討幕を説得したことで藩内世論は出兵論に傾く。10月27日、益次郎は掛助役に左遷され出兵の実務に携わるが、「ああいう勢いになると、十露蕃（そろばん）も何も要るものじゃない。実に自分は俗論家であった」と時局を見抜けない無知を反省する弁を残している。
徳川慶喜による大政奉還後の明治元年（1868年）1月14日、鳥羽・伏見の戦いを受け、毛利広封が京へ進撃、17日に益次郎は随行するかたちで用所本役軍務専任となる。22日に山口を発ち、2月3日に大阪、7日に京都に到着。その際、新政府軍（官軍）の江戸攻撃案を作成したとみられる。2月22日、王政復古により成立した明治新政府の軍防事務局判事加勢として朝臣となる。益次郎は京・伏見の兵学寮で各藩から差し出された兵を御所警備の御親兵として訓練し、近代国軍の基礎づくりを開始する。翌3月、明治天皇行幸に際して大阪へ行き、26日の天保山での海軍閲兵と4月6日の大阪城内での陸軍調練観閲式を指揮する。
4月には、西郷と勝海舟による江戸城明け渡しとなるも、旧幕府方の残党が東日本各地で反抗を続けており、情勢は依然として流動的であった。このころ益次郎は岩倉具視宛の書簡で関東の旧幕軍の不穏な動きへの懸念、速やかな鎮圧の必要と策を述べており、その意見を受け入れるかたちで益次郎は有栖川宮東征大総督府補佐として江戸下向を命じられた。21日には海路で江戸に到着、軍務官判事、江戸府判事を兼任する。
このころ江戸は、天野八郎ら旧幕府残党による彰義隊約3千名が上野寛永寺に構え不穏な動きを示したが、西郷や勝海舟らもこれを抑えきれず、江戸中心部は半ば無法地帯と化し、新政府は益次郎の手腕を活かして混乱を収めようとした。益次郎は制御不能となっていた大総督府の組織を再編成すべく、目黒の火薬庫を処分し、兵器調達のために江戸城内の宝物を売却、奥州討伐の増援部隊派遣の段取りを図るなど、矢継ぎ早に手を打っていった。さらに5月外国官判事大隈重信の意見を受け、幕府が注文した軍艦ストーンウォール購入費用25万両を討伐費に充てた。また5月1日には江戸市中の治安維持の権限を勝から委譲され、同日には江戸府知事兼任となり、市中の全警察権を収めた。
こうして満を持した益次郎は討伐軍を指揮し、5月15日、わずか1日でこれを鎮圧する。この上野戦争の軍議で薩摩の海江田信義と対立、西郷が仲介に入る場面があった。この席上で益次郎が発した「君はいくさを知らぬ」の一言に、海江田信義が尋常ではない怒りを見せたことなどが、海江田による大村暗殺関与説の根拠となっている。佐賀藩出身で軍監の江藤新平は自藩への手紙で「まことにもって天運なり。大武力御立て遊ばされ候らへば、これよりは御号礼も、さきざき相行われ申すべくと存じ奉り罷りあり候。西郷の胆力、大村益次郎の戦略、老練、感心に耐へ難く御座候」述べているように、この戦闘はそれまで世間には無名であった大村益次郎の名を広く世間に知らしめるものであった。
同年6月4日、鎮台府の民政会計をも兼任し従四位に叙任される。関東北部での旧幕府残党勢力を鎮圧する一方で、事実上の新政府軍総司令官として江戸で指揮を執った。前線からの応援部隊や武器補充の督促に対し、独自の合理的な計算から判断し、場合によっては却下もした。また、白河方面の作戦をめぐって益次郎は西郷と対立し、以降益次郎単独での作戦指導が行われた。戦争は官軍優位のまま続き、10月2日に軍功として益次郎は朝廷から300両を与えられる。同日の、妻・琴への手紙に「天朝より御太刀料として金三百両下し賜り候。そのまま父上へ御あげなさるべく候。年寄りは何時死するもはかりがたく候間、命ある間に早々御遣わしなさるべく候」と記し、父らへの配慮を示している。
明治2年（1869年）、函館五稜郭で榎本武揚ら最後の旧幕府残党軍の降伏により戊辰戦争は終結、名実ともに明治維新が確立し、明治時代が開かれた。

### 兵制論争
明治2年（1869年）6月2日、戊辰戦争での功績により永世禄1500石を賜り、木戸孝允（桂小五郎）、大久保利通とならび新政府の幹部となった。10月24日、軍務官副知事に就任、軍制改革の中心を担った。
同年6月21日から25日にかけて開催された兵制会議では、大久保らと旧征討軍の処理と中央軍隊の建設方法について論争を展開し、藩兵に依拠しない政府直属軍の創設を図る益次郎らと、鹿児島（薩摩）・山口（長州）・高知（土佐）藩兵を主体にした中央軍隊を編成しようとする大久保らとの間で激論が戦わされた。
益次郎は諸藩の廃止、廃刀令の実施、徴兵令の制定、鎮台の設置、兵学校設置による職業軍人の育成など、のちに実施される日本軍建設の青写真を描いていた。そのための第1段階として3年間のうちに現在の藩兵を基にする軍の基礎づくり、第2段階として大阪に軍の基地、兵学校や武器工場を置いてハード面での組織作りを行った後、徴兵、鎮台制を置くという考えであった。大阪に着眼したのは、当時、東北の動向を心配する関係者に対して、益次郎が「奥羽はいま十年や二十年頭を上げる気遣いはない。今後注意すべきは西である」と答えたように、西郷らを中心とする薩摩藩の動向が気になっていたためといわれ、すでに西南戦争を予想していたとされる。だが、国民皆兵を目標とする益次郎の建設的な意見は周囲の理解を得られなかった。大久保は戊辰戦争による士族の抵抗力を熟知していたため、かえって士族の反発を招くと考え、岩倉具視らは農民の武装はそのまま一揆につながるとして慎重な態度をとった。
この兵制論争中、6月21日段階での争点は、京都に駐留していた三藩の各藩兵の取り扱いをめぐってのものであった。益次郎を支持する木戸も、論争に加わり援護意見を述べたが、23日に大久保の主張に沿ったかたちで、京都駐留の三藩兵が「御召」 として東下することが決定され、この問題については大久保派の勝利に終わった。また23日の会議では、先の陸軍編制法の立案者であり、大久保の右腕ともいえる吉井友実も議論に加わり、今後の兵卒素材についての議論が始まった。ここでも大久保・吉井らの主張する「藩兵論」と益次郎や木戸が主張する「農兵論（一般徴兵論）」が激しく衝突し、議論は翌日も続いた。しかし会議の結果、兵制問題は後日改めて議論することとされ、益次郎の建軍案の事実上の凍結が決定され、この日、25日まで続く兵制論争がほぼ決着した。
この会議の結果、益次郎の建軍構想はことごとく退けられ、さらに25日には、大久保が益次郎の更迭を主張し始めた。益次郎はほどなく辞表を提出したが、当時の政府内には、軍事に関して益次郎に代わるべき人物はなかった。そのため、木戸も二官八省への官制改革が行われる前日の7月7日に益次郎と面会し、益次郎を慰留するとともに改めて支持を約束し、軍務官を廃して新たに設置される兵部省に出仕することを求めた。その結果として、翌日益次郎は兵部大輔（今の次官）に就任することとなった。益次郎は「御一新は旧習を脱し、公家方を武家の風にいたし、強気にやる様のはずなしつるに、またまた卿とか大輔とか相唱へ、自然軟弱に陥り、追々武家も公家の方に引きつけらるべし」と皮肉を述べている。

### 暗殺

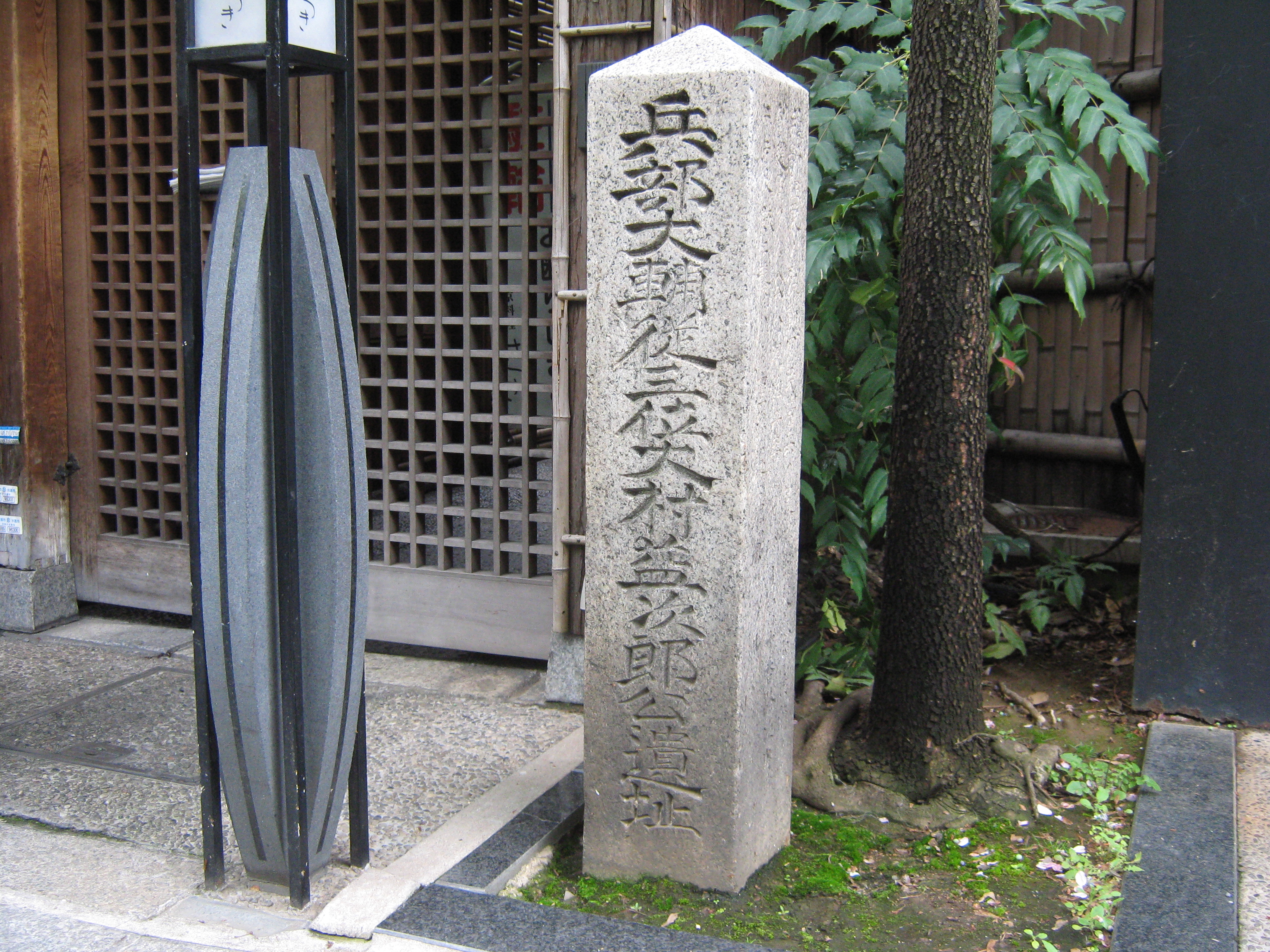
大村益次郎遺址（襲撃された旅館跡）
京都市中京区木屋町御池上ル

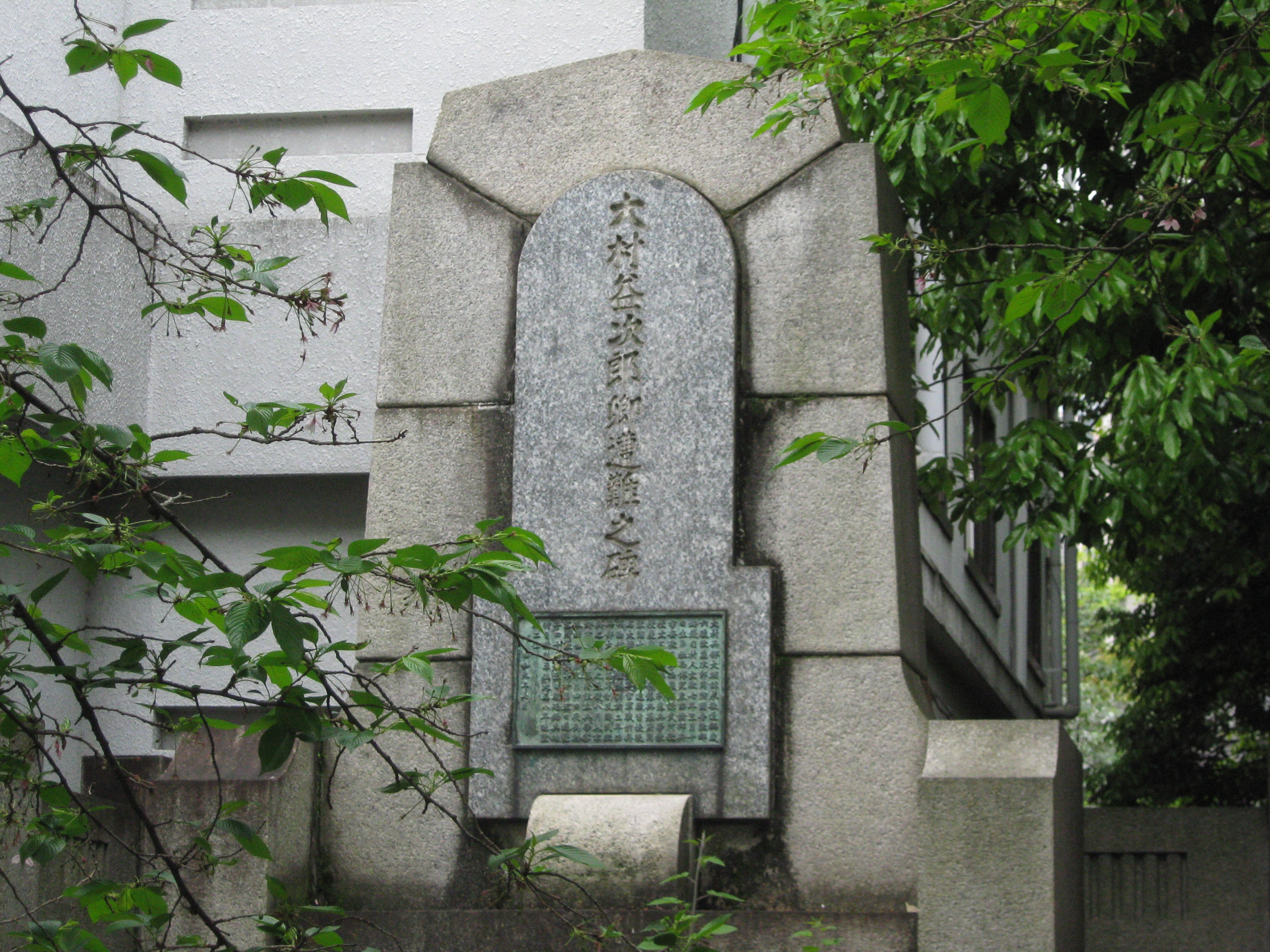
大村益次郎遭難之碑 京都市中京区木屋町御池上ル

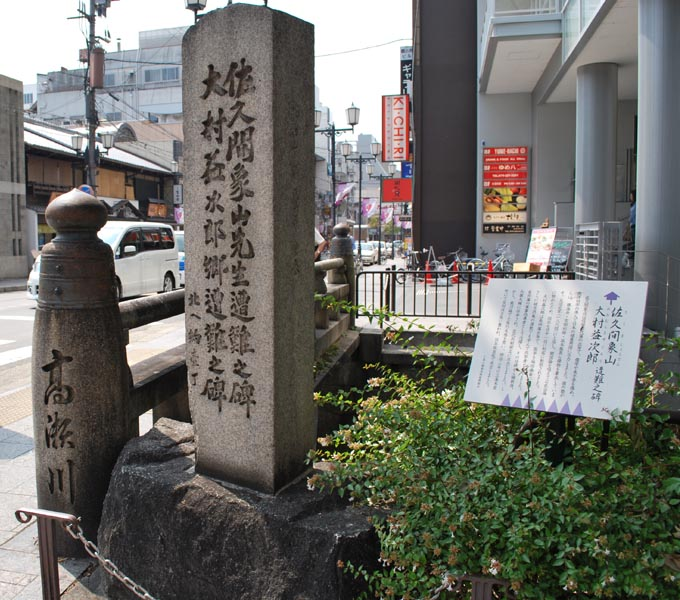
遭難之碑の道標（京都市）

当時の兵部卿（仁和寺宮嘉彰親王）は名目だけの存在で、事実上、益次郎が近代日本の軍制建設を指導した。戊辰戦争で参謀として活躍した「門弟」である山田顕義を兵部大丞に推薦し、山田に下士官候補の選出を委任した。山田も山口藩諸隊からを中心に約100名を選出し、9月5日からは京都に設けられた河東操練所において下士官候補の訓練を開始した。
また、益次郎は明治2年（1869年）6月の段階で大阪に軍務官の大阪出張所を設置していたが、9月には同じく大阪城近くに兵部省の兵学寮を設け、フランス人教官を招いてフランス軍をモデルとする新しい軍の建設を始めた。このほか京都宇治に火薬製造所を、また大阪に造兵廠（大阪砲兵工廠）を建設することも決定された。このように益次郎が建軍の中核を東京から関西へと移転させたことについては、大阪がほぼ日本の中心に位置しており、国内の事変に対応しやすいという地理上の理由のほかに、自身の軍制改革に対する大久保派の妨害から脱するという政治的思惑によるものも大きかった。そのほか、益次郎が東北平定後の西南雄藩の動向を警戒し、その備えとして大阪を重視したとの証言もある。
このように着々と既成事実を構築していた明治2年（1869年）、益次郎は軍事施設視察と建設予定地の下見のため京阪方面に出張する。京都では弾正台支所長官の海江田が遺恨を晴らすため、新軍建設に不平を抱く士族たちを使って益次郎を襲うよう煽動する、などの風説が流れるなど不穏な情勢となっていた。木戸孝允らは襲撃の危険性を憂慮し反対したが、益次郎はそれを振り切って中山道から京へ向かう。
益次郎は同年8月13日に京に着き、伏見練兵場の検閲、宇治の弾薬庫予定地検分を済ませ20日に下阪する。大阪では大阪城内の軍事施設視察、続いて天保山の海軍基地を検分することとなった。9月3日、京へ帰るも翌4日夕刻、益次郎は京都三条木屋町上ルの旅館で、長州藩大隊指令の静間彦太郎、益次郎の鳩居堂時代の教え子で伏見兵学寮教師の安達幸之助らと会食中、元長州藩士の団伸二郎、同じく神代直人ら8人の刺客に襲われる。静間と安達は死亡、益次郎も重傷を負った。その傷は前額、左こめかみ、腕、右指、右ひじ、右膝関節に及んだが、特に右膝の傷が動脈から骨に達するほど深手であった。
兇徒が所持していた「斬奸状」では、益次郎襲撃の理由が兵制を中心とした急進的な変革に対する強い反感にあったことが示されている。益次郎は一命をとりとめたが、重傷で7日に山口藩邸へ移送され、数日間の治療を受けた後、傷口から菌が入り敗血症となる。9月20日ボードウィン、緒方惟準らの治療を受け、大阪府医学校病院（現在の大阪大学医学部附属病院）に転院と決まる（跡地には現在も別の医療機関、国立病院機構大阪医療センターが所在する）。
10月1日、益次郎は河東操練所生徒寺内正毅（のち陸軍大将、総理大臣）、児玉源太郎（のち陸軍大将）らによって担架で運ばれ、高瀬川の船着き場から伏見で1泊の後、10月2日に大阪八軒家に到着、そのまま鈴木町の大阪府医学校病院に入院する。ここで楠本イネやその娘の阿高らの看護を受けるが病状は好転せず、ボードウィンによる左大腿部切断手術を受けることとなる。だが、手術のための勅許を得ることで東京との調整に手間取り、「切断の義は暫時も機会遅れ候」（当時の兵部省宛の報告文）とあるように手遅れとなっていた。10月27日手術を受けるも、翌11月1日に敗血症による高熱を発して容態が悪化、5日の夜に死去した。享年45。
臨終の際「西国から敵が来るから四斤砲をたくさんにこしらえろ。今その計画はしてあるが、人に知らさぬように」と船越衛に後事を託した後、「切断した私の足は緒方洪庵先生の墓のかたわらに埋めておけ」と遺言していた。
益次郎の死去の報を受けた木戸は「大村ついに過る五日夜七時絶命のよし、実に痛感残意、悲しみ極まりて涙下らず、茫然気を失うごとし」（11月12日の日記）「実に実に痛嘆すべきは大村翁の不幸、兵部省もこの先いかんと煩念いたし候」（槙村正直宛の12月3日付の書）と、その無念さを述べている。
11月13日、従三位を贈位し、金300両を賜る宣旨が下された。遺骸は妻・琴子によって郷里にもたらされ、11月20日に葬儀が営まれた。墓所は山口市鋳銭司にあり、靖国神社にも合祀されている。明治21年（1888年）に孫（養子の嫡男）の大村寛人は益次郎の功により子爵を授爵、華族に列せられた。
益次郎の軍制構想は山田顕義、船越衛、曾我祐準、原田一道、大島貞薫らによってまとめられ、同年11月18日には兵部少輔久我通久と山田の連署で『兵部省軍務ノ大綱』として太政官に提出されている。益次郎の「農兵論」は、山田らによって、明治4年（1871年）に徴兵規則（辛未徴兵）の施行によって実行に移されるも、同規則も同年内には事実上廃棄されている。その後、兵部省（のち陸軍省）内の主導権が山田から山縣有朋に移った後、明治6年（1873年）に国民皆兵をうたった徴兵令が制定されることとなる。

## 経歴
※日付＝明治4年までは旧暦
- 1843年（天保14年）4月7日、豊後国日田の広瀬淡窓創始の咸宜園に入門。
- 1844年（天保15年）6月29日、咸宜園を退塾。
  - 9月13日、長門国三田尻の梅田塾に再入塾。
- 1846年（弘化3年）春、摂津国大坂の適塾に入塾。
- 1849年（嘉永2年）、適塾の塾頭となる。
- 1850年（嘉永3年）、適塾を退塾。郷里にて医業を開業。
- 1851年（嘉永4年）、琴子と婚姻。
- 1854年（嘉永7年）2月13日、伊予国宇和島藩の招きで西洋兵学の翻訳や蘭学の教授となる。石高100石。ほかに月々、米6俵の待遇を受ける。
- 1856年（安政3年）11月1日、江戸に於いて、私塾鳩居堂を開塾。
  - 11月16日、宇和島藩士のまま、幕府の蕃書調所教授方手伝となる。
- 1857年（安政4年）11月11日、幕府の講武所教授に異動。
- 1860年（万延元年）4月20日、長州藩士となり、馬廻士に准ずる待遇となる。年米25苞（つと）
- 1861年（万延2年）1月29日、手廻組博習堂用掛となる。
- 1861年（文久元年）12月22日、江戸詰となる。
- 1863年（文久3年）10月24日、手当防禦事務用掛に異動。
  - 11月27日、撫育方用掛を兼帯。
- 1864年（文久4年）2月24日、兵学校教授役に異動。
  - 2月、装条銃打方陣法等規則調に異動。
- 1864年（元治元年）5月、鉄熕（てっこう＝鉄の大砲）取調方に異動。
  - 8月18日、外人応接掛に異動。
  - 8月29日、政務座役事務扱および軍事専任に異動。
  - 11月29日、全役向き免ず。
  - 12月9日、博習堂用掛および赤間関応接掛となる。
- 1865年（元治2年）3月14日、防禦掛および兵学校用掛に異動。
- 1865年（慶応元年）5月27日、用所役軍政専務に異動。
  - 閏5月6日、馬廻士譜代の班列となり、100石高。
  - 6月6日、新式具方用掛を兼帯。
  - 12月12日、名乗りを村田蔵六から大村益次郎に変える。
- 1866年（慶応2年）4月3日、三兵教授方および軍政用掛に異動。
  - 12月12日、海事用掛を兼帯。
- 1867年（慶応3年）4月18日、三兵教授方および陪臣大隊用掛に異動。
  - 10月27日、用所助役および軍政専務に異動。
- 1868年（慶応4年）1月17日、用所本役および軍政専任に異動。
  - 2月22日、維新政府の軍防事務局判事加勢に任官。
  - 4月27日、軍防事務局判事に転任。
  - 閏4月21日、軍務官判事に異動。
  - 5月8日、従五位に叙位。
  - 5月11日、江戸府判事を兼帯。
  - 6月4日、従四位下に昇叙し、江戸府判事の兼帯を止め、鎮台府民政会計掛を兼帯。
- 1868年（明治元年）10月24日、軍務官副知事に異動。
- 1869年（明治2年）7月8日、兵部大輔に異動。
  - 9月4日、刺客に遭難。
  - 11月5日、逝去。
  - 11月13日、贈従三位。
- 1882年（明治15年）山田顕義らにより、大村益次郎の功績を称えるべく銅像の建立が発議される。
- 1888年（明治21年）1月17日、大村益次郎の孫寛人に子爵が授けられる。
- 1893年（明治26年）6月、東京の靖国神社の境内に大村益次郎の銅像が建立され除幕式が執行される。
- 1919年（大正8年）11月27日、追贈従二位。

参考：大村益次郎先生伝記刊行会「大村益次郎」マツノ書店 1999年

## 人物

### 逸話
- 緒方洪庵の孫・緒方銈次郎は父親や祖母の緒方八重から聞いた話として、益次郎の適塾時代は「伝えるところによれば、村田は精根を尽くして学び、孜々として時に夜を徹して書を読むことを怠らず」とあるほど猛勉強をし、暇さえあれば解剖の本を読み、しばしば動物の解剖を行うなど研究熱心であった。塾頭としても綿密に考えて講義をし、遊びをしない品行方正な人格であったとしている。
- 類い稀な語学力と、医学、化学などの豊かな知識を有する益次郎であったが、医師としての素質は欠けていた。郷里では、時候のあいさつをされても「夏は暑いのが当たり前です。」「寒中とはこういうものです。」と答え、機嫌がよいときでさえ「そうです。」と答えるぐらいの無愛想な性格に加え、治療も上手でなく評判は悪かった。江戸の「鳩居堂」時代の塾生も、学識は尊敬するが「先生は藪医者」と陰口を叩いていたことがある。塾生の一人野辺地尚義が目を患ったときも「決して薬をつけてはならぬ。薬はつけるものではない。爛れたら水で洗い夜中に書見することはならぬ」と診断して塾生に「先生は医者のことは知られない」と笑われた。
- 維新後、益次郎は「今後注意するは西である」と発言し、西からの反乱（西南戦争）を予言していたとされる。西郷を全く評価していなかった一人であり、西郷を建武の新政後に反旗を翻した足利尊氏に見立てていたという。
- 海江田らが益次郎に反感を持った原因の一つに、彰義隊の討伐に際し激戦が予想される黒門口に薩摩兵を置く益次郎の作戦について、西郷と益次郎の間で「西郷熟視し終わりていわく、薩兵を見殺しにするの朝意なるや」「大村は静かに扇子を開閉し、天を仰ぎて言なし。すでにして曰く、しかりと。西郷また言なくして退くと」と記されてあるようなやり取りがあったからというものがある。もっとも西郷は、海江田と益次郎との論争には全面的に大村を支持するなど、その軍事知識を高く評価していた。また東海道総督府参謀木梨精一郎も黒門口担当は希望者が殺到し、両者にはそのような話はなかったと証言している。
- 若年だった西園寺公望は益次郎に師事しており、京都にいた西園寺が益次郎を訪問しようとした際、公家の旧友に会ったために訪問できなくなったところ、そのとき大村は刺客に襲われ、西園寺は巻き込まれずに済んだといわれる。やはり京都新政府に参加していた貴人の一人(熊本藩主の弟）であった長岡護美も、毎夜益次郎のもとへ押しかけて酒を酌み交わす仲となっており、後年回顧の文を残している。
- 日本初の軍歌・行進曲とされる品川弥二郎作詞の「トコトンヤレ節」（宮さん宮さん）の作曲者ともいわれている。この曲は有栖川宮熾仁親王が東征大総督に就任して京都を発った慶応4年2月ごろから一斉に歌われるようになったものといわれ、歌詞を刷ったものが頒布されて、東征軍将兵のみならず一般民衆にも広められた。
- 明治2年6月、戊辰戦争での朝廷方戦死者を慰霊するため、東京招魂社（現在の靖国神社）の建立を献策している。
- 戊辰戦争時に奥州北陸に遠征する兵士の食事を気にかけ、「兵食というものは、まことに粗末なものである。兵士が頼りにするのは米ばかりだ」と絶えず米糧のチェックを行うなど細かなところに気の付く面があった。
- 戊辰戦争で降伏した者の中に、適塾の後輩の大鳥圭介がいたことを知った益次郎は「大鳥もやはり助けねばならぬ。どうしても官軍に抵抗して一番強いが、後日のために尽くすならば、大鳥は一番賊のうちで役に立つ。どうしても戦はあの人が一番よい。」と述べ、その才能を惜しみ減刑に奔走したという。
- 生活は質素で、芸者遊びや料亭も行かず、酒を好む以外は楽しみはなかった。江戸の蕃書調所時代の益次郎の小遣い帳には、大好物の豆腐をはじめ、蛸、鯛、鰹、蛤、刺身など相当の食物を購入したことが記されており、実入りがよかったこともあり一時期は贅沢な食事をしていたようであるが、後年の益次郎は粗食で、兵部大輔の高位になった後も「要するに先生は非常に気力旺盛な方で、豪傑でありました。強記博聞おのれを持することが極めて質素でありました」と曾我祐準が証言するほどであった。
- 学究肌で趣味らしい趣味もなかったが、豆腐を食べることと骨董品を買うことだけは楽しみにしていた。特に掛け軸が好きだったが、1両以上のものは決して買うことがなかった。その理由について、部下で軍務官権判事の船越衛は「『おれも軸物などを楽しむが、その代わりに額を決めておく。その決めた額より上は出さぬ』ということだった」と証言している。
- 遭難の直前、益次郎は軍事施設検分のため大阪を訪れ、蕃書調所時代の同僚だった原田敬策を呼び、 道頓堀での芝居見物の後、料亭で会食を共にした。後日、原田も普段の益次郎には珍しい歓待ぶりに「先生自身にはもはや今生の訣別なりと考え、すでに身辺に迫りくる逃るべからざる災難を予知しておられたから」と懐旧している。
- 妻の名前は琴子（もしくは琴）。旧姓は高樹とされるが、高実（たかざね）という説もある。琴子の愛犬の名前は角之助、大村の死後の明治8年泥棒に斬り殺され、「大村角之助」と刻まれた墓に葬られたという[5]。
- 創作作品中馬に乗れない・乗るのが下手という描写があるが、それは誤りで実際は問題なく乗れたどころか、乗馬にはかなりこだわるほうだった。馬のくつわの交換を要求したり、寺島秋介が丹念に手入れしていた持ち馬をねだり（有栖川宮から賜った）自分の馬と交換したという記録がある。

### 兵学者としての大村益次郎
- 益次郎は西洋人から直接兵法を学ばず、もっぱらオランダ訳の戦術書や高野長英ら先人たちの訳書をほとんど独学で習得するという天才的な技量を有していた。
- 舞鶴藩士・伊藤雋吉（のち海軍中将）が台場建設の命を受けて益次郎に相談したとき、益次郎は小藩では台場を作っても役に立たぬ。絵に描いた餅すなわち画餅だと述べ、ついでに江川英龍が作った江戸湾の台場の欠点を挙げて「あれはタクチック（戦術）だけでストラトギイ（戦略）ということを知らぬ人がこしらえたので、江川先生がこしらえたのはタクチックである。あれはすなわち画餅である。」と酷評した。
- 長州戦争では「我が兵を損じざるようにいたし」と、あえて自分から攻撃をしかけることをせずに、幕府軍の使役に住民が離反して「内輪瓦解いたし候は必然」と相手の自滅を待つという戦略を持っていた。前線でも質素な服装に石盤を抱え、常に先頭に立っていた。部下が危険だと諌めても「決して無闇に鉄砲玉があたるものではない。死ぬも生きるもその場合の運命である。」と平然と答え、常に従者に長い梯子を持たせ、木の上や屋根に昇っては土地の形状や敵の状態を観察することを怠らなかった。
- 兵士の心理についても、状況において臨機応変に判断した。攻撃のとき、益次郎は河を前に逡巡する兵士に大声で叱咤した。兵士は「俺たちを溺れさせるのか。」と怒って渡河したが、帰ってくるときは仮設の船の橋がかけられており、一同感心した。当時の兵士の追想に「先生曰く敵に向かって進んでいくときには、皆が癇癪を起すぐらいでなければいかぬ。気にゆるみがあると、励みがつかぬ。帰りには気がゆるむから水にも飛び込めぬから、それで橋をかけたのであると言われた。」とある。
- 彰義隊を夜間に奇襲する意見を討議した際し益次郎は、連中は政権を返上した公儀の誠意にそむく反逆者で「断然勅命によって正々堂々と討伐せねばならぬ。それだから夜襲というようなことははなはだ善くないことで、よって名分を正しくして」と、白昼の攻撃を主張した。夜襲の混乱で敵が火をつけて市内を混乱に陥る事態を重要視した戦略でもあった。作戦計画も「上野山中を戦闘の場所として敵を食い止める。そうしたならば市民に迷惑をかけまい」として、もしそれに失敗しても神田川を境として戦闘区域とするなど、一般市民への被害を最小限度に抑えるよう計算していた。
- 彰義隊殲滅成功の一因として、佐賀藩から賃借した最新式のアームストロング砲がある。益次郎はこの砲撃の機会を十分に計算し、万一のことがあれば砲を敵に奪われてはならぬと厳命していた。戦闘が午後を過ぎても終わらず、官軍の指揮官たちは夜戦になるのを心配したが、このときにはアームストロング砲による上野山の砲撃が開始されていた。皆の問いかけに、益次郎は平然と柱に寄りかかり懐中時計を見ながら「ああもう何時になりますから大丈夫です。別にそれほど心配するに及ばない。夕方には必ず戦の始末もつきましょう。もうすこしお待ちなさい。」と平然としていた。やがて江戸城の櫓から上野の山に火の手が上がるのを見て「皆さん、片が付きました。」と告げた。ほどなく戦勝を告げる伝令が到着し、一同益次郎の沈着さに感服した。

### 肖像
関係者の証言では益次郎の容貌は「人となり、短驅黎面（小柄で色黒）にして、大頭、広額、長眼、大耳、鼻梁高く、双眉濃く、髷を頭頂にいだき、常に粗服半袴をまとい」（水戸藩士鈴木大）とある。エドアルド・キヨッソーネによって描かれた肖像画があるが、死後に関係者の証言や意見をもとに描いたものである。益次郎を写した写真は発見されていないが、靖国神社の銅像を見た夫人はそっくりであると証言している。

### 碑や像など
- 生誕地の鋳銭司村には西南戦争の翌年に顕彰碑が建てられた。
- 大阪市西区江戸堀2丁目の江戸堀フコク生命ビル前に「大村益次郎先生寓地址」がある。
- 大阪市中央区法円坂2丁目の上町交差点北西角に「兵部大輔大村益次郎卿殉難報國之碑」がある。
- 大阪市北区同心1丁目の龍海寺に「大村兵部大輔埋腿骨之地」がある。遺言により師の緒方洪庵墓所の側に片方の足が埋葬されている。
- 山口市鋳銭司地域交流センターに「大村益次郎之像」がある。
- 大村益次郎の住居跡は、宇和島市の史跡となっている。ただし建物は現存せず、住居跡を示す看板のみが置かれている。
- 靖国神社に大村益次郎の銅像がある（日本初の西洋式銅像）。大熊氏広制作（1893年）。
- 京都府京都市中京区木屋町に大村益次郎遭難の碑がある。

## 評価
- 木戸孝允 「剛直にして、かつ親切。少しも表裏なし」[6]

- 大隈重信 「胆気豪勇、言行俊警、また開国進歩の主義を持し、特に兵事において最も精しく、かの西洋の方式を輸入し、我国の兵制を改むる所あらんとし、当時の英雄豪傑として、ほとんどその類稀なりしもの」[7]

- 黒田清隆 「大村が兵部の会計を処理するは、あたかも自家の会計を処理するに同じく、厘毛といえども徒費せず」[8]

- 伊藤博文 「兵事の一点に就いては余程與って力があった。政治の方には余り功績はないと見受ける」[9]

- 板垣退助（会津戦争の方針で対立したが、実際に指揮したのは板垣だった）
  - 「大村は枝葉から根本を孤立せしむるといった。私が逆様にやったというと、私が立派なような話になれども、大村という人は戦略家としては立派な人で、私などは企だて及ばぬ。大村と兵を率いて戦うたら、勝つか知らぬが、三軍を指揮して算盤の上から戦いをとるには大村である。大村という人は、兵家として本物である」
  - 「大村の兵家たること、大軍を指揮して行かるる伎倆のあったということは、私ともは実に兄さとしておる」[10]

- 船越衛
  - 「可笑しい顔をしていて、何だか腹の分らぬ人だった。何でも西洋流でやるという積りであるのに、洋服を着ておったことがない」[11]
  - 「かの人の楽しみは骨董であった。軸物が一番楽しみらしかった。淋しくなると逍遥買出しに出る、どうも危うてならぬから、深い笠を着せて人を附けて出した。ところがどんな名品があっても、一両より以上は出さぬというのだ。一両とちゃんと極めている。『人というものは何か楽しみがなければならぬから、楽しみをするは宜しいが、可笑しい楽しみはするな』というて時々お話が出たが『おれも軸物などを楽しむが、その代りに額をきめておく。その極めた額より上へは出さぬ』ということであった。随分よいものもあったらしいが」[11]
  - 「先生始終豚鍋で、人に食えとも言わず、一人で豚をやりながら、酒を飲んでおった。酒は嗜好ではあったが、極く少しきり飲まぬ。先生の前で酒を飲んでも少しも旨くなかった」[11]

- 長岡護美 「一體先生は淡泊無我な人であって、一寸私が見舞に出ても直ぐに戸棚から『シャンパン』でも出して、今日は一杯上がらんかと云う塩梅で、極く感心の人である。然るに軍事上の事ことに付ては、実に・・・其結果即ち今日の陸軍の制度のなったのでございませうが、軍事上に就ては、如何にも卓識で、軍略上の其他軍制上に関しては、どうしても何人よりも一番能く分って居る。例へば、北越の戦ひに幾ら兵を出す、之は弾丸は幾らで宜しい、弾薬は幾らで宜しい、此戦ひはどう云も具合にすれば勝てると云うことをちゃんと前以て極められる。私は陪席して実に驚いた。果していつでも先生の言はれる通りになる。それから上野の彰義隊の戦さにしても、総て元講武所で先生が勉強されて、東京に近い所の地理は、畢竟軍事の考があるから、詳しく知られて居る。東京の一寸言へば裏道でも承知して居られる。そこで兵の配置抔でも能く出来る。戦争が始まってから先生はどうかと云うて人が見舞ふて見ると、先生は却て昼寝をされて居ると云う様なことであった。あの頃の人で所謂西洋の戦争、今日の軍事的の考を持って居った者は珍らしいと思ひます。その性質は洵に純粋の人で何も世情に頓着ない。併し軍事上になると熱心に注意してやられる。さうして極、無口である。先生の軍事的兵事上に詳しいことは、先生のやうな人は、其頃は無論だが今日に於てもさう沢山はあるまいと私は考える」[12]

- 原田一道 「先生は天性理解力に長じた人で、読書、翻訳とも余程勝れておられました。当時講武所における兵書翻訳の如きは、先生の参られてから俄に面目を一新した次第であります。新規舶来の難文も先生の前に行けば、いつも容易に解釈せられ、如何にも感心な学才を持っておられました」[11]

- 寺島秋介 「三味線が嫌いで、料理屋でも大村の殿様というと、芸妓が来ても三味を持たずに来るというようなことであった」[11]

- 福羽美静 「老西郷の気宇と大村の吏才とを兼有したらんには、千古の完人なるべし」[8]

- 鈴木大（水戸藩士） 「吾多く洋学者に接すれども、ただ浮薄の者のみ多く、一見して厭うべきを覚う。今蔵六先生を見るに及んで、始めて洋学者に人あるを知れり。先生はけだし大いに為すことあるの人なり」[13]

- 曽我祐準 「非常に気力旺盛な方で、豪傑でありました。強記博聞己を持することが極めて質素でありました」[14]

## 主題とする作品
登場する作品については大村益次郎が登場する大衆文化作品一覧を参照

### 小説
- 『花神』（全3巻） （司馬遼太郎、新潮文庫）
- 『鬼謀の人』（短編作品） （司馬遼太郎、「人斬り以蔵」ほか所収、新潮文庫）

### 映画
- 『大村益次郎』 - 演：市川右太衛門 （1942年、新興キネマ）

### テレビドラマ
- 『花神』[15]  - 演：中村梅之助 （1977年、NHK大河ドラマ）
- 『奇兵隊』 - 演：片岡鶴太郎[注釈 2] （1989年、日本テレビ年末時代劇スペシャル）
- 『翔ぶが如く』 - 演：平田満 （1990年、NHK大河ドラマ）